# Jan Erdődy (biskup)
Hrabě Jan Erdődy z Monyorókeréku (maďarsky Monyorókeréki gróf Erdődy János, konec 16. století – 1624/1625) byl uherský šlechtic a biskup z významného rodu Erdődyů.

## Život
Jan Erdődy se narodil jako syn Tomáše z Erdődy (1558-1624), který zastával úřad chorvatského bána a jeho manželky Anny Marie Ungnadové ze Sonneggu (1569-1611). Měl bratra Kryštofa († 1620)
Jan studoval v Ingolstadtu, kde se v roce 1613 stal univerzitním rektorem.
Král Matyáš II. jej roku 1616 jmenoval biskupem v Egeru, biskupského potvrzení se však nedočkal. Od roku 1617 byl královským radou. Za jeho vlády došlo k popravě košických mučedníků.
V době povstání Gabriela Betlena musel uprchnout a jeho majetek zabavila částečně Spišská komora a částečně Betlen. Na základě Mikulovského míru uzavřeného na konci roku 1621 přikázal král Ferdinand II. v červnu roku 1622 vrátit jágerskému biskupovi majetek ve správě Spišské komory.